# Rutenio pentacarbonile
Il rutenio pentacarbonile è il composto metallorganico con formula Ru(CO)5. In questo composto il rutenio ha formalmente stato di ossidazione zero. In condizioni normali è un liquido incolore instabile, sensibile alla luce e al calore. È un composto di interesse accademico, intermedio nelle razioni di sintesi di altri complessi carbonilici di rutenio.

## Sintesi
Fu sintetizzato per la prima volta nel 1936, tramite carbonilazione di sali di rutenio in presenza di un riducente. Più recentemente è stato preparato facendo reagire in autoclave Ru3(CO)12 con monossido di carbonio (≈200 atm), o per fotolisi di Ru3(CO)12 in presenza di monossido di carbonio:
Ru3(CO)12 + 3 CO ⇄ 3 Ru(CO)5

## Proprietà
La molecola di Ru(CO)5 ha una struttura a bipiramide trigonale, come illustrato in figura, con simmetria D3h. Ru(CO)5 contiene un totale di 18 elettroni nel livello elettronico più esterno, e dovrebbe essere quindi stabile in base alla regola dei 18 elettroni, analogamente all'omologo Fe(CO)5 che è caratterizzato da una notevole stabilità. Ru(CO)5 è invece un composto instabile, decomponendosi rapidamente  con formazione di una colorazione giallo-arancio dovuta a Ru3(CO)12.